# Jean-Claude Pompeïen-Piraud
Jean-Claude Pompeïen-Piraud, né le 16 août 1846 à Corbelin et mort le 23 janvier 1907 à Lyon, est un inventeur français ayant mis au point l'aérostat L'Espérance à la fin du XIXe siècle.

## Biographie
Né à Corbelin, Jean-Claude Pompeïen-Piraud (dont Pompeïen appartient initialement au prénom) se marie en 1870 et vit à Lyon où il exerce le métier de dentiste. Il commence par étudier les mécanismes du vol des oiseaux et des chauves-souris de 1875 à 1886 et s'exerce à l’aide d'ailes artificielles de sa création. Il effectue un premier essai de vol en public au Grand-Camp de Villeurbanne le 20 mars 1877 et réussit à faire s'élever l'appareil de 3 m. Il effectue d'autres essais en améliorant son système en 1879 et 1882.
En 1883, il réussit à faire voler son ballon ovoïde baptisé L'Espérance sur 150 km.

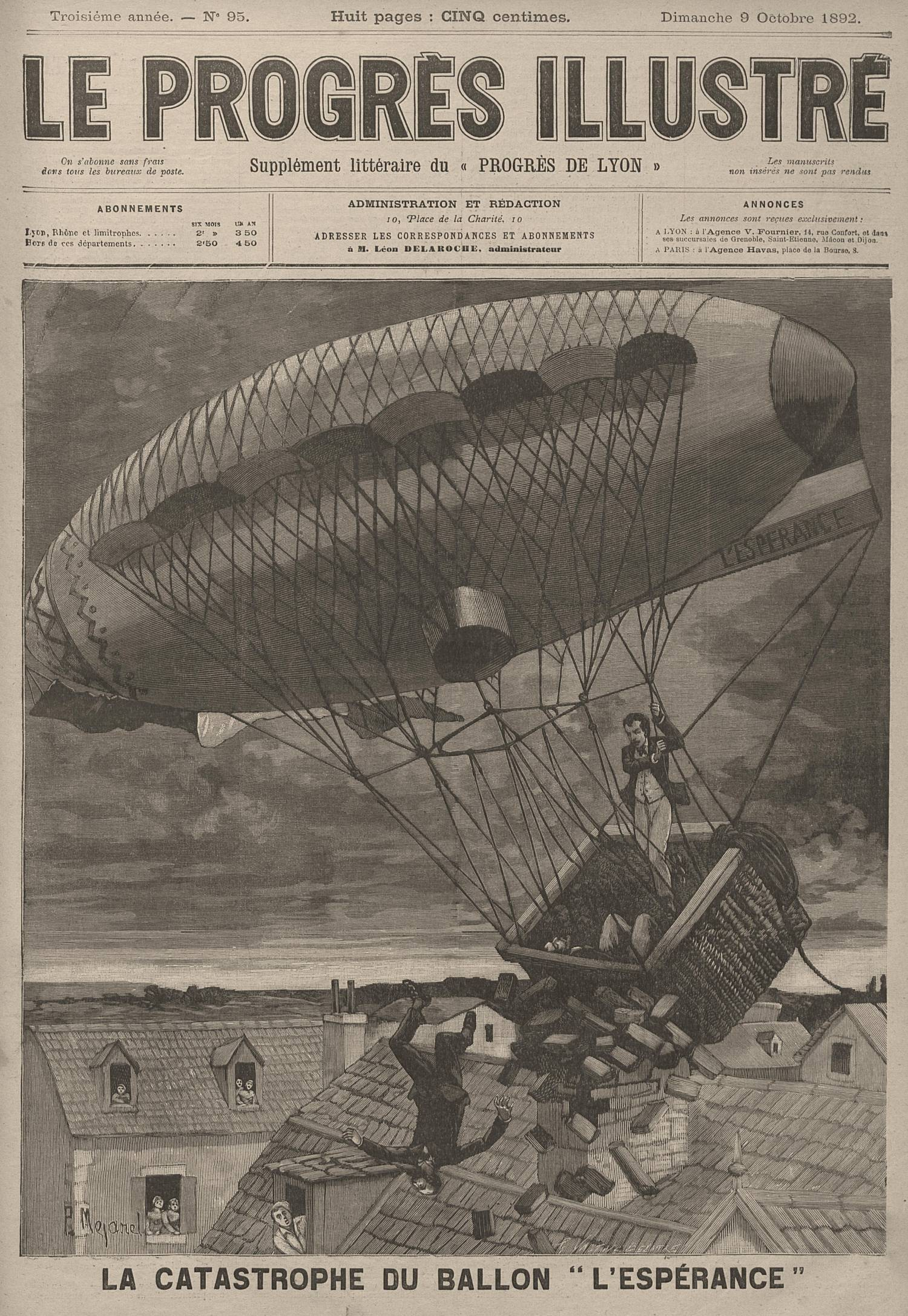
Accident du ballon L’Espérance.

Le 27 septembre 1892, il s'envole avec l'astronome Charles André, directeur de l'observatoire de Lyon, qui souhaite réaliser des expériences sur l'électricité atmosphérique avec son passager et assistant Georges Le Cadet. Mais une heure après son décollage du parc de la Tête d'or, L'Espérance s'écrase sur la ferme de Mont-de-Mangue à Relevant, commune proche de Châtillon-sur-Chalaronne, blessant André et Piraud. Tous deux s'accusèrent mutuellement d'être à l'origine de l'accident et portèrent l'affaire en justice.
Il fait aussi voler le 12 novembre 1899 un prototype baptisé « propulseur aérien ».